# 全国福音派协会
全国福音派协会（英語：National Association of Evangelicals）是美国的一个基督教福音派协会，下属包括了众多组织、学校、教会及个人，代表了美国45000所当地的教堂、40个派别和数百万选民。1942年4月7日至9日成立于密苏里州圣路易斯，总部在美国首都华盛顿。1983年3月8日，美国总统里根在佛罗里达州奥兰多的全国福音派协会发布演说，称苏联为“邪恶帝国”。